# Cksum (UNIX)
cksumコマンドはUnix系オペレーティングシステムのコマンドであり、ファイルの巡回冗長検査を算出する。cksumコマンドはSingle UNIX Specification (IEEE Std 1003.1-2008) で定められている。
check sum（検査合計）という英語に由来する名前ではあるが、実際には巡回冗長検査を算出する。

## 使用法
オプションは取らず、対象のファイル郡を第1引数に指定する(SYNOPSIS)。ファイルが指定されなければ標準出力を入力と見做す(OPERANDS)。
```
$ 
cksum
 
[
ファイル...
]

```

出力は、巡回冗長検査及び各ファイルの容量である(STDOUT)。巡回冗長検査には幾つか変種があるが、cksumコマンドは国際標準化機構及び国際電気標準会議がISO/IEC 8802-3:1996「情報技術――システム間の遠距離通信及び情報交換－局所及び都市圏ネットワーク－特定の要件－3部: 衝突検出 (CSMA/CD) アクセス手法を用いた媒体検知多重アクセス及び物理層の仕様」で定めるCRC誤り検出に用いられる多項式に基づいている(DESCRIPTION)。多項式は以下の通り:
G(x) = x32 + x26 + x23 + x22 + x16 + x12 + x11 + x10 + x8 + x7 + x5 + x4 + x2 + x + 1

## 実装例
- git.savannah.gnu.org/cgit/coreutils.git/tree/src/cksum.c%20cksum.c - GNUプロジェクトによる実装。
- cvsweb.openbsd.org/cgi-bin/cvsweb/src/usr.bin/cksum/ - OpenBSDプロジェクトによる実装。